# Maurice Caveing
Maurice Louis Frederich Emile Caveing, né dans le 4e arrondissement de Lyon (Rhône) le 9 juin 1923 et mort le 6 septembre 2019 dans le 13e arrondissement de Paris, à l'âge de 96 ans, est un philosophe, historien des mathématiques et militant chrétien progressiste français, spécialiste des mathématiques de l'Antiquité.

## Biographie
En khâgne à Lyon, élève de l'École normale supérieure puis agrégé de philosophie, il a participé à la création et a été membre de l’Union des Chrétiens Progressistes (UCP) entre 1947 et sa dissolution en 1951. Il a enseigné la logique et l'épistémologie à l'université de Paris Nanterre. Il a été directeur de recherche au Centre national de la recherche scientifique à partir de 1987. Dans ses écrits d'épistémologie, il s'attache à démontrer comment, par leurs efforts, des hommes ont construit des mathématiques dans leur contexte social et culturel. Sa démarche de pensée le rapproche du positivisme et de l'humanisme.

## Œuvres
- Guy Besse et Maurice Caveing, Principes fondamentaux de philosophie de Georges Politzer, Éditions sociales, 1954, 530 p.
- Pragmatisme et pratique in Mésaventures de l’anti-marxisme – Les malheurs de M. Merleau-Ponty (ouvrage collectif), Paris, Éditions Sociales, 1956 ; p.125-132.
- Jacques Monod, Maurice Caveing, Francis Halbwachs et Jacques Roger, Épistémologie et marxisme, Paris, Union générale d'éditions, 1972
- Maurice Caveing, Zénon d’Élée : prolégomènes aux doctrines du continu : étude historique et critique des fragments et témoignages, Paris, Vrin, 1982, 242 p. (ISBN 2-7116-2048-4)
- Maurice Caveing, La constitution du type mathématique de l'idéalité dans la pensée grecque, Villeneuve d'Ascq, Presses Univ. Septentrion (distributeur: Sodis) : 
  - Essai sur le savoir mathématique : dans la Mésopotamie et l'Egypte anciennes, vol. 1, Villeneuve d'Ascq, Presses universitaires de Lille, 1994, 417 p. (ISBN 2-85939-415-X, lire en ligne)
  - La figure et le nombre : Recherches sur les premières mathématiques des Grecs, vol. 2, 1997  — dédié à Mireille Thélème
  - L’irrationalité dans les Mathématiques grecques jusqu’à Euclide, vol. 3, Villeneuve-d'Ascq, Presses universitaires du Septentrion, 1998, 343 p. (ISBN 2-85939-539-3, BNF 36971590, lire en ligne)
- Maurice Caveing, Le problème des objets dans la pensée mathématique, Paris, Vrin, coll. « Problèmes et controverses », 2004, 286 p.
- Maurice Caveing, Jean-Toussaint Desanti : un destin philosophique, Hachette, coll. « Hachette Littératures », 2008, 395 p. (ISBN 978-2-01-279402-3 et 2-01-279402-5)

## Autres publications
- Mésaventures de l'anti-marxisme, les malheurs de Maurice Merleau-Ponty, avec Georges Cogniot et Roger Garaudy, 1 volume, 160 pages, Paris, Éditions sociales, 1955.
- Raison, mythe et société dans la Grèce antique, entretien avec Jean-Pierre Vernant, Maurice Godelier et Maurice Caveing, Paris, Editions rationalistes, 1975.
- Le Sens de l'axiomatisation euclidienne, 33 pages, Strasbourg, Université Louis Pasteur, 1980.
- A propos d'une récente traduction de l'Introduction arithmétique de Nicomaque de Gérase, Académie internationale d'histoire des sciences, Wiesbaden, 1980.
- Le matin des mathématiciens, entretiens sur l'histoire des mathématiques, présentés par Émile Noël, avec la participation de Maurice Caveing, Jean Dhombres et Guy Beaujouan, Paris, Belin, 1985.
- Les philosophes et les mathématiques, directeurs de publication: Maurice Caveing et Évelyne Barbin, 317 pages, Paris, Ellipses, 1996.
- Une pensée captive, de Jean-Toussaint Desanti, édité par Maurice Caveing, 1 volume, 434 pages, Paris, PUF, 2008.

## Articles
- «Les numérotations dans l’histoire», La Recherche, numéro 67, 1976, pp. 488-491.
- «Sur la constitution des mathématiques en sciences théoriques», Bulletin de la société française de philosophie, avril-juin 1979.
- «Le traitement du continu dans Euclide et dans Aristote», dans Penser les mathématiques, avec Jean Dieudonné et René Thom, Paris, Seuil, 1982.
- «L’originalité radicale des Grecs en mathématiques tient-elle du miracle?», dans Le miracle grec: Actes du 2ème colloque sur la pensée antique, 18-19-20 mai 1989.
- «Quelques précautions dans l’emploi de l’idée de nombre», L’Homme, 116, octobre-décembre 1990.
- «L'Histoire des mathématiques de l’Antiquité», Revue de Synthèse, octobre-décembre 1998, p. 485-510.

### Sources
- Hamdi Mlika, « La contribution de Maurice Caveing dans la mise au jour de l’universalisme omniculturel des mathématiques », Colloque Humanismes, mathématiques, positivismes,‎ juin 2007 (lire en ligne)
- Yvon Gauthier, « Maurice Caveing, Le problème des objets dans la pensée mathématique », Philosophiques, vol. 32, no 2,‎ 2005, p. 472-474 (lire en ligne)